# Let’s Dance/Staffel 18
Die 18. Staffel der Live-Tanzshow Let’s Dance startete am 21. Februar 2025. Das Finale fand am 23. Mai 2025 statt.

## Kandidaten
Die 14 Kandidaten wurden am 6. Januar 2025 bekanntgegeben, die Profitänzer am 20. Januar. Zehn der Profis aus dem Vorjahr traten erneut an, ergänzt um die Mutter gewordenen Christina Hänni und Renata Lusin sowie Evgeny Vinokurov und den Debütanten Sergiu Maruster.
| Platz | Kandidat                       | Profitänzer        | Profitänzer Show 8 – Partnertausch |
| ----- | ------------------------------ | ------------------ | ---------------------------------- |
| 01    | Diego Pooth                    | Ekaterina Leonova  | Malika Dzumaev                     |
| 02    | Taliso Engel                   | Patricija Ionel    | Kathrin Menzinger                  |
| 03    | Fabian Hambüchen               | Anastasia Maruster | Christina Hänni                    |
| 04    | Sandra Safiulov (Selfiesandra) | Zsolt Sándor Cseke | Evgeny Vinokurov                   |
| 05    | Marie Mouroum                  | Alexandru Ionel    | Renata Lusin                       |
| 06    | Christine Neubauer             | Valentin Lusin     | Massimo Sinató                     |
| 07    | Jeanette Biedermann            | Vadim Garbuzov     | Sergiu Maruster                    |
| 08    | Simone Thomalla                | Evgeny Vinokurov   |                                    |
| 09    | Marc Eggers                    | Renata Lusin       |                                    |
| 10    | Paola Maria                    | Massimo Sinató     |                                    |
| 11    | Ben Zucker                     | Malika Dzumaev     |                                    |
| 12    | Leyla Lahouar                  | Sergiu Maruster    |                                    |
| 13    | Roland Trettl                  | Kathrin Menzinger  |                                    |
| 14    | Osan Yaran                     | Christina Hänni    |                                    |

## Tänze
| Show                                | Datum          | Tänze in der Show |
| ----------------------------------- | -------------- | --- |
| Kennenlernshow                      | 21. Feb. 2025  | Cha-Cha-Cha, Jive, Langsamer Walzer, Quickstepp, Tango |
| 1. Show                             | 28. Feb. 2025  | Cha-Cha-Cha, Jive, Langsamer Walzer, Quickstepp, Tango, Wiener Walzer |
| 2. Show – Disco meets Rock          | 7. März 2025   | Cha-Cha-Cha, Charleston, Jive, Langsamer Walzer, Paso Doble, Rumba, Samba, Tango, Wiener Walzer                                                                                 |
| 3. Show                             | 14. März 2025  | Cha-Cha-Cha, Charleston, Contemporary, Langsamer Walzer, Paso Doble, Quickstepp, Rumba, Slowfox, Tango, Wiener Walzer                                                           |
| 4. Show – Sommerhits                | 21. März 2025  | Cha-Cha-Cha, Charleston, Quickstepp, Rumba, Samba, Slowfox |
| 5. Show                             | 28. März 2025  | Charleston, Contemporary, Jive, Paso Doble, Rumba, Slowfox, Tango |
| 6. Show                             | 4. April 2025  | Contemporary, Jive, Langsamer Walzer, Samba, Slowfox, Tango |
| 7. Show – Iconic Let’s Dance Dances | 11. April 2025 | Cha-Cha-Cha, Charleston, Paso Doble, Quickstepp, Rumba, Tango, sowie ein Discofox-Marathon aller acht Paare                                                                     |
| 8. Show – Partnertausch             | 25. April 2025 | Langsamer Walzer, Paso Doble, Rumba, Salsa, Samba, Slowfox, Tango, Wiener Walzer                                                                                                |
| 9. Show – Magic-Moments             | 2. Mai 2025    | Freestyle-Programme zu einem Magic Moment, sowie Tanzduelle (Bollywood, Flamenco oder Streetdance)                                                                              |
| 10. Show                            | 9. Mai 2025    | Charleston, Jive, Langsamer Walzer, Rumba, Salsa, Slowfox und Wiener Walzer |
| 11. Show – Halbfinale               | 16. Mai 2025   | Zwei der noch nicht gezeigten Tänze (Cha-Cha-Cha, Contemporary, Tango, Salsa, Paso Doble, Langsamer Walzer), sowie improvisierte Tänze (Jive, Quickstepp, Rumba, Wiener Walzer) |
| 12. Show – Finale                   | 23. Mai 2025   | Jurytanz, Lieblingstanz sowie ein Freestyle |
| Profi-Challenge                     | 30. Mai 2025   | |

## Ergebnisse
| Paar                                                    | Platz | Letzter bewerteter Tanz                  | Auf- takt | 1   | 2  | 3   | 4 1   | 5  | 6 2  | 7 3   | 8          | 9        | 10       | 11          | 12          | ø je Tanz |
| ------------------------------------------------------- | ----- | ---------------------------------------- | --------- | --- | -- | --- | ----- | -- | ---- | ----- | ---------- | -------- | -------- | ----------- | ----------- | --------- |
| Diego Pooth & Ekaterina Leonova • Malika Dzumaev        | 1     | Cha-Cha-Cha, Langsamer Walzer, Freestyle | 14        | 19  | 18 | 21  | 23+8  | 19 | 23+7 | 23+4  | 52 23+29   | 54 30+24 | 51 25+26 | 80 24+26+30 | 87 30+30+27 | 24,20     |
| Taliso Engel & Patricija Ionel • Kathrin Menzinger      | 2     | Tango, Contemporary, Freestyle           | 15        | 23  | 9  | 17  | 21+8  | 24 | 29+8 | 23+2  | 49 20+29   | 53 28+25 | 44 22+22 | 76 23+26+27 | 89 29+30+30 | 23,60     |
| Fabian Hambüchen & Anastasia Maruster • Christina Hänni | 3     | Paso Doble, Tango, Freestyle             | 15        | 23  | 20 | 26  | 28+10 | 23 | 29+7 | 30+8  | 45 19+26   | 58 30+28 | 54 27+27 | 81 25+26+30 | 90 30+30+30 | 26,10     |
| Sandra Safiulov & Zsolt Sándor Cseke • Evgeny Vinokurov | 4     | Tango, Salsa, Rumba                      | 13        | 14  | 21 | 20  | 16+8  | 23 | 23+9 | 30+5  | 45 22+23   | 51 24+27 | 46 22+24 | 74 23+25+26 |             | 22,12     |
| Marie Mouroum & Alexandru Ionel • Renata Lusin          | 5     | Rumba, Salsa                             | 17        | 16  | 19 | 23  | 23+10 | 26 | 29+8 | 23+3  | 57 27+30   | 60 30+30 | 52 25+27 |             |             | 24,64     |
| Christine Neubauer & Valentin Lusin • Massimo Sinató    | 6     | Freestyle, Bollywood                     | 14        | 18  | 18 | 27  | 22+8  | 29 | 24+8 | 19+6  | 49 6 21+28 | 47 24+23 |          |             |             | 22,25     |
| Jeanette Biedermann & Vadim Garbuzov • Sergiu Maruster  | 7     | Rumba, Paso Doble                        | 17        | – 4 | 23 | 23  | 20+10 | 23 | 17+9 | 28+10 | 45 18+27   |          |          |             |             | 21,78     |
| Simone Thomalla & Evgeny Vinokurov                      | 8     | Rumba, Discofox                          | 10        | 18  | 13 | 12  | 18+10 | 20 | 21+7 | 16+1  | –          |          |          |             |             | 16,00     |
| Marc Eggers & Renata Lusin                              | 9     | Slowfox, Jury Challenge                  | 18        | 20  | 20 | 15  | 26+10 | 27 | 22+9 |       |            |          |          |             |             | 21,14     |
| Paola Maria & Massimo Sinató                            | 10    | Paso Doble                               | 10        | 12  | 16 | – 5 | 20+10 | 20 |      |       |            |          |          |             |             | 15,60     |
| Ben Zucker & Malika Dzumaev                             | 11    | Cha-Cha-Cha, Dance Battle                | 8         | 9   | 13 | 14  | 16+8  |    |      |       |            |          |          |             |             | 12,00     |
| Leyla Lahouar & Sergiu Maruster                         | 12    | Slowfox                                  | 10        | – 4 | 15 | 11  |       |    |      |       |            |          |          |             |             | 12,00     |
| Roland Trettl & Kathrin Menzinger                       | 13    | Tango                                    | 12        | 13  | 15 |     |       |    |      |       |            |          |          |             |             | 13,33     |
| Osan Yaran & Christina Hänni                            | 14    | Tango                                    | 9         | 10  |    |     |       |    |      |       |            |          |          |             |             | 09,50     |

Grüne Zahlen: höchste erreichte Jury-Punktzahl der Show
Rote Zahlen: niedrigste erreichte Jury-Punktzahl der Show
Nach Jury- und Zuschauervoting Letztplatzierte
Durch Direktticket vor Ausscheiden geschützt
Weitergekommen ohne Präsentation eines Tanzes
Gesundheitliches (Regulatorisches) Aus
1 Das Endergebnis setzt sich aus der Wertung für einen Paartanz und der Teamleistung im Battle zusammen.
2 Das Endergebnis setzt sich aus der Wertung für einen Paartanz und der Teamleistung in der Challenge zusammen.
3 Das Endergebnis setzt sich aus der Wertung für einen Paartanz und zusätzlichen 1–10 Punkten für den Discofox-Marathon zusammen.
4 Jeanette Biedermann und Leyla Lahouar setzten in Show 1 krankheitsbedingt aus.
5 Paola Maria setzte in Show 3 krankheitsbedingt aus.
6 Christine Neubauer rückte für die zurückgetretene Simone Thomalla nach.
* Punkte in Normalgröße: Wertungen in Standardtänzen oder vergleichbaren Tänzen (bilden Durchschnittswert)
* Punkte in Kleinschrift in unterer Zeile: Zusammensetzung der Gesamtwertung bei zwei oder mehr Standardtänzen
* Punkte in Kleinschrift in oberer Zeile: Wertungen für Sondertänze

## Einzelne Tanzwochen
| Promi               | Profitänzer                                         | Tanz             | Musik                         | Jurypunkte | Jurypunkte | Jurypunkte | Gesamt |
| Promi               | Profitänzer                                         | Tanz             | Musik                         | González   | Mabuse     | Llambi     | Gesamt |
| ------------------- | --------------------------------------------------- | ---------------- | ----------------------------- | ---------- | ---------- | ---------- | ------ |
| Ben Zucker          | Anastasia Maruster Malika Dzumaev Kathrin Menzinger | Jive             | Bruno Mars & Rosé – APT       | 3          | 3          | 2          | 8      |
| Marc Eggers         | Anastasia Maruster Malika Dzumaev Kathrin Menzinger | Jive             | Bruno Mars & Rosé – APT       | 6          | 6          | 6          | 18     |
| Osan Yaran          | Anastasia Maruster Malika Dzumaev Kathrin Menzinger | Jive             | Bruno Mars & Rosé – APT       | 3          | 4          | 2          | 9      |
| Christine Neubauer  | Patricija Ionel Alexandru Ionel Ekaterina Leonova   | Langsamer Walzer | Etta James – At Last          | 5          | 5          | 4          | 14     |
| Roland Trettl       | Patricija Ionel Alexandru Ionel Ekaterina Leonova   | Langsamer Walzer | Etta James – At Last          | 5          | 4          | 3          | 12     |
| Taliso Engel        | Patricija Ionel Alexandru Ionel Ekaterina Leonova   | Langsamer Walzer | Etta James – At Last          | 6          | 5          | 4          | 15     |
| Fabian Hambüchen    | Christina Hänni Vadim Garbuzov                      | Quickstepp       | Lady Gaga – Good Morning      | 6          | 5          | 4          | 15     |
| Jeanette Biedermann | Christina Hänni Vadim Garbuzov                      | Quickstepp       | Lady Gaga – Good Morning      | 6          | 6          | 5          | 17     |
| Diego Pooth         | Renata Lusin Zsolt Sándor Cseke Valentin Lusin      | Tango            | Madonna – Vogue               | 5          | 5          | 4          | 14     |
| Marie Mouroum       | Renata Lusin Zsolt Sándor Cseke Valentin Lusin      | Tango            | Madonna – Vogue               | 6          | 6          | 5          | 17     |
| Selfiesandra        | Renata Lusin Zsolt Sándor Cseke Valentin Lusin      | Tango            | Madonna – Vogue               | 5          | 5          | 3          | 13     |
| Leyla Lahouar       | Sergiu Maruster Evgeny Vinokurov Massimo Sinató     | Cha-Cha-Cha      | Marc Anthony – I Need To Know | 4          | 4          | 2          | 10     |
| Paola Maria         | Sergiu Maruster Evgeny Vinokurov Massimo Sinató     | Cha-Cha-Cha      | Marc Anthony – I Need To Know | 4          | 4          | 2          | 10     |
| Simone Thomalla     | Sergiu Maruster Evgeny Vinokurov Massimo Sinató     | Cha-Cha-Cha      | Marc Anthony – I Need To Know | 4          | 4          | 2          | 10     |

Nach den ersten vier Gruppentänzen bekamen die männlichen Prominenten ihre Profitänzerinnen zugeteilt. Danach zeigte der amtierende „Dancing Star“ Gabriel Kelly mit Malika Dzumaev seinen Lieblingstanz aus dem letztjährigen Finale, einen Tango. Nach dem Gruppentanz des verbliebenen Kandidatinnentrios erfuhren auch die weiblichen Promis, mit wem sie hauptsächlich die nächsten Wochen verbringen werden. Zuletzt wurde Taliso Engel durch die Zuschauer nach vorne gewählt und vor einem Ausscheiden in Show 2 geschützt.
| Promi              | Profitänzer        | Tanz             | Musik                                          | Jurypunkte | Jurypunkte | Jurypunkte | Gesamt |
| Promi              | Profitänzer        | Tanz             | Musik                                          | González   | Mabuse     | Llambi     | Gesamt |
| ------------------ | ------------------ | ---------------- | ---------------------------------------------- | ---------- | ---------- | ---------- | ------ |
| Fabian Hambüchen   | Anastasia Maruster | Jive             | Kenny Loggins – Footloose                      | 8          | 8          | 7          | 23     |
| Christine Neubauer | Valentin Lusin     | Quickstepp       | Dani Klein – Nah Neh Nah                       | 6          | 6          | 6          | 18     |
| Ben Zucker         | Malika Dzumaev     | Wiener Walzer    | Elvis Presley – Can’t Help Falling in Love     | 4          | 4          | 1          | 9      |
| Osan Yaran         | Christina Hänni    | Tango            | Shawn Mendes – There’s Nothing Holdin’ Me Back | 4          | 4          | 2          | 10     |
| Diego Pooth        | Ekaterina Leonova  | Cha-Cha-Cha      | New Kids – Step by Step                        | 7          | 6          | 6          | 19     |
| Marie Mouroum      | Alexandru Ionel    | Jive             | Stevie Wonder & Ariana Grande – Faith          | 6          | 6          | 4          | 16     |
| Simone Thomalla    | Evgeny Vinokurov   | Langsamer Walzer | Tony Bennett – Suddenly                        | 7          | 6          | 5          | 18     |
| Roland Trettl      | Kathrin Menzinger  | Cha-Cha-Cha      | Earth, Wind & Fire – Let's Groove              | 5          | 4          | 4          | 13     |
| Paola Maria        | Massimo Sinató     | Langsamer Walzer | Edith Piaf – La vie en rose                    | 5          | 4          | 3          | 12     |
| Selfiesandra       | Zsolt Sándor Cseke | Cha-Cha-Cha      | Blue Swede – Hooked on a Feeling               | 5          | 5          | 4          | 14     |
| Marc Eggers        | Renata Lusin       | Tango            | Britney Spears – Womanizer                     | 7          | 7          | 6          | 20     |
| Taliso Engel       | Patricija Ionel    | Quickstepp       | Sam Smith – I'm not the only one               | 8          | 8          | 7          | 23     |

Von den erkrankten Jeanette Biedermann und Leyla Lahouar wurden Trainingsausschnitte gezeigt. Taliso Engel brauchte sich weder im Juryranking einzusortieren noch Zuschaueranrufe zu sammeln. Das „Rote Licht“ blieb auf Osan Yaran haften, Paola Maria konnte wieder daraus heraustreten. Weil sie ihn noch aufsparen wollte, hatte es ihr Partner Massimo Sinató riskiert, seinen Bonuspunkt aus der im letzten Jahr mit Valentin Lusin gewonnenen Profi-Challenge nicht einzusetzen.
| Promi               | Profitänzer        | Tanz             | Musik                                    | Jurypunkte | Jurypunkte | Jurypunkte | Gesamt |
| Promi               | Profitänzer        | Tanz             | Musik                                    | González   | Mabuse     | Llambi     | Gesamt |
| ------------------- | ------------------ | ---------------- | ---------------------------------------- | ---------- | ---------- | ---------- | ------ |
| Christine Neubauer  | Valentin Lusin     | Cha-Cha-Cha      | Irene Cara – What a Feeling              | 7          | 6          | 5          | 18     |
| Marie Mouroum       | Alexandru Ionel    | Paso Doble       | Beatles & Ariana Grande – Come Together  | 7          | 7          | 5          | 19     |
| Taliso Engel        | Patricija Ionel    | Rumba            | Rick Astley – Never Gonna Give You Up    | 4          | 4          | 1          | 9      |
| Ben Zucker          | Malika Dzumaev     | Jive             | Billy Idol – Rebel Yell                  | 5          | 5          | 3          | 13     |
| Marc Eggers         | Renata Lusin       | Cha-Cha-Cha      | Purple Disco Machine – Honey Boy         | 7          | 7          | 6          | 20     |
| Roland Trettl       | Kathrin Menzinger  | Tango            | AC/DC – T.N.T.                           | 6          | 5          | 4          | 15     |
| Selfiesandra        | Zsolt Sándor Cseke | Wiener Walzer    | Thelma Houston – Don’t Leave Me This Way | 8          | 7          | 6          | 21     |
| Paola Maria         | Massimo Sinató     | Tango            | Maneskin – Gasoline                      | 6          | 6          | 4          | 16     |
| Leyla Lahouar       | Sergiu Maruster    | Charleston       | Stromae – Alors on danse                 | 6          | 5          | 4          | 15     |
| Diego Pooth         | Ekaterina Leonova  | Wiener Walzer    | Bon Jovi – Bed of Roses                  | 7          | 6          | 5          | 18     |
| Jeanette Biedermann | Vadim Garbuzov     | Langsamer Walzer | P!nk und Steven Tyler – Misery           | 8          | 8          | 7          | 23     |
| Fabian Hambüchen    | Anastasia Maruster | Samba            | Bee Gees – Stayin’ Alive                 | 6          | 7          | 7          | 20     |
| Simone Thomalla     | Evgeny Vinokurov   | Paso Doble       | Queen – Another One Bites the Dust       | 5          | 5          | 3          | 13     |

Taliso Engel markierte ein Novum bei Let’s Dance: Noch nie hatte es ein Tanzpaar bei mehr als zehn Paaren im Rennen geschafft, in zwei aufeinanderfolgenden Shows sowohl die beste als auch die schlechteste Jurywertung zu erhalten. Bei sechs bis zehn Paaren im Wettbewerb kam es fünfmal vor: In Staffel 2 bei neun und acht Paaren im Wettbewerb erhielten Guildo Horn & Motsi Mabuse erst die beste, dann die schlechteste Jurywertung, während gleichzeitig Susan Sideropoulos & Christian Polanc das umgekehrte Ergebnis gelang. In Staffel 8 schafften Thomas Drechsel & Regina Luca bei zehn und neun Paaren erst das positive und dann das negative Ergebnis. Dieses Szenario wiederholten Roman Lochmann & Katja Kalugina in Staffel 11 bei jeweils zehn Paaren und Lola Weippert & Christian Polanc in Staffel 14 bei sieben und sechs Paaren. Bei noch zwei bis fünf Paaren im Wettbewerb ergab sich der extreme Ergebnisunterschied zehnmal.
Taliso Engel schickte das Ergebnis ins „Rote Licht“, zu ihm gesellten sich Ben Zucker und Roland Trettl, für Letzteren ging die Tanzreise zu Ende.
| Promi               | Profitänzer        | Tanz             | Musik                                     | Jurypunkte | Jurypunkte | Jurypunkte | Gesamt |
| Promi               | Profitänzer        | Tanz             | Musik                                     | González   | Mabuse     | Llambi     | Gesamt |
| ------------------- | ------------------ | ---------------- | ----------------------------------------- | ---------- | ---------- | ---------- | ------ |
| Simone Thomalla     | Evgeny Vinokurov   | Quickstepp       | Nancy Sinatra & Dean Martin – Things      | 5          | 4          | 3          | 12     |
| Leyla Lahouar       | Sergiu Maruster    | Slowfox          | Eric Clapton – Layla                      | 4          | 4          | 3          | 11     |
| Marie Mouroum       | Alexandru Ionel    | Wiener Walzer    | Bruno Mars & Lady Gaga – Die with a Smile | 8          | 8          | 7          | 23     |
| Ben Zucker          | Malika Dzumaev     | Tango            | Haddaway – What Is Love                   | 5          | 5          | 4          | 14     |
| Fabian Hambüchen    | Anastasia Maruster | Langsamer Walzer | Frank Sinatra – Melody of Love            | 9          | 9          | 8          | 26     |
| Selfiesandra        | Zsolt Sándor Cseke | Rumba            | Maroon 5 – She Will Be Loved              | 7          | 7          | 6          | 20     |
| Taliso Engel        | Patricija Ionel    | Cha-Cha-Cha      | Westlife – Uptown Girl                    | 6          | 6          | 5          | 17     |
| Jeanette Biedermann | Vadim Garbuzov     | Contemporary     | Rosenstolz – Liebe ist alles              | 7          | 8          | 8          | 23     |
| Christine Neubauer  | Valentin Lusin     | Charleston       | Meret Becker & MEUTE – Ein Tag wie Gold   | 10         | 8          | 9          | 27     |
| Marc Eggers         | Renata Lusin       | Wiener Walzer    | Otis Redding – These Arms of Mine         | 5          | 6          | 4          | 15     |
| Diego Pooth         | Ekaterina Leonova  | Paso Doble       | Taalbi Brothers – Freestyle               | 8          | 7          | 6          | 21     |

Wie in der Vorjahresstaffel (damals für Tony Bauer & Anastasia Maruster) hob Jorge González in der 3. Show eine erste 10-Punkte-Kelle. Drei der vier Letztplatzierten des Juryrankings hatten das „Rote Licht“ über sich ergehen zu lassen; Leyla Lahouar mit nur einem Rankingpunkt war in der schlechtesten Ausgangslage und musste die Show verlassen; für Simone Thomalla und Marc Eggers ging es in die nächste Runde.
| Promi | Profitänzer                                                                                                 | Tanz        | Musik                                    | Jurypunkte | Jurypunkte | Jurypunkte | Gesamt |
| Promi | Profitänzer                                                                                                 | Tanz        | Musik                                    | González   | Mabuse     | Llambi     | Gesamt |
| --- | --- | ----------- | ---------------------------------------- | ---------- | ---------- | ---------- | ------ |
| Jeanette Biedermann                                                                                         | Vadim Garbuzov                                                                                              | Charleston  | Lizzo – Juice                            | 7          | 7          | 6          | 20     |
| Ben Zucker                                                                                                  | Malika Dzumaev                                                                                              | Cha-Cha-Cha | Billy Ocean – Caribbean Queen            | 6          | 6          | 4          | 16     |
| Diego Pooth                                                                                                 | Ekaterina Leonova                                                                                           | Quickstepp  | Mr. President – Coco Jambo               | 8          | 8          | 7          | 23     |
| Simone Thomalla                                                                                             | Evgeny Vinokurov                                                                                            | Cha-Cha-Cha | Santana – Oye como va                    | 7          | 6          | 5          | 18     |
| Paola Maria                                                                                                 | Massimo Sinató                                                                                              | Rumba       | Shawn Mendes & Camila Cabello – Señorita | 7          | 7          | 6          | 20     |
| Taliso Engel                                                                                                | Patricija Ionel                                                                                             | Slowfox     | Boney M – Sunny                          | 8          | 8          | 5          | 21     |
| Marc Eggers                                                                                                 | Renata Lusin                                                                                                | Charleston  | Lou Bega – Mambo No.5                    | 9          | 9          | 8          | 26     |
| Christine Neubauer                                                                                          | Valentin Lusin                                                                                              | Rumba       | Diana Krall – California Dreamin’        | 8          | 7          | 7          | 22     |
| Selfiesandra                                                                                                | Zsolt Sándor Cseke                                                                                          | Quickstepp  | Preluders – Walkin’ On Sunshine          | 6          | 6          | 4          | 16     |
| Marie Mouroum                                                                                               | Alexandru Ionel                                                                                             | Samba       | Sergio Mendez – Magalenha                | 8          | 8          | 7          | 23     |
| Fabian Hambüchen                                                                                            | Anastasia Maruster                                                                                          | Charleston  | Mungo Jerry – In the Summertime          | 9          | 9          | 10         | 28     |
| Dance-Battle                                                                                                | |             |                                          |            |            |            |        |
| Team Ananas Jeanette Biedermann, Marc Eggers, Fabian Hambüchen, Marie Mouroum, Paola Maria, Simone Thomalla | Team Ananas Jeanette Biedermann, Marc Eggers, Fabian Hambüchen, Marie Mouroum, Paola Maria, Simone Thomalla | Freestyle   |                                          |            |            |            | 10     |
| Team Flamingo Taliso Engel, Christine Neubauer, Diego Pooth, Selfiesandra, Ben Zucker                       | Team Flamingo Taliso Engel, Christine Neubauer, Diego Pooth, Selfiesandra, Ben Zucker                       | Freestyle   |                                          |            |            | 8          |        |

Wie zuletzt in Show 3 von Staffel 12 vergab Joachim Llambi als einziger Juror 10 Punkte in den Paartänzen (damals an Ella Endlich & Valentin Lusin). Nach Einlösung der beiden Bonuspunkte mussten Jeanette Biedermann und die beiden Schlusslichter des Juryrankings „zittern“; Erstere und Selfiesandra kamen weiter, Ben Zucker nahm Abschied.
| Promi               | Profitänzer        | Tanz         | Musik                                                                  | Jurypunkte | Jurypunkte | Jurypunkte | Gesamt |
| Promi               | Profitänzer        | Tanz         | Musik                                                                  | González   | Mabuse     | Llambi     | Gesamt |
| ------------------- | ------------------ | ------------ | ---------------------------------------------------------------------- | ---------- | ---------- | ---------- | ------ |
| Marie Mouroum       | Alexandru Ionel    | Charleston   | Caravan Palace – Rock It For Me                                        | 9          | 9          | 8          | 26     |
| Christine Neubauer  | Valentin Lusin     | Contemporary | Send in the Clowns aus dem Film A Little Night Music                   | 10         | 9          | 10         | 29     |
| Jeanette Biedermann | Vadim Garbuzov     | Tango        | Kylie Minogue – Can’t Get You Out of My Head                           | 8          | 8          | 7          | 23     |
| Paola Maria         | Massimo Sinató     | Paso Doble   | James Horner – The Plaza of Execution aus dem Film Die Maske des Zorro | 7          | 7          | 6          | 20     |
| Taliso Engel        | Patricija Ionel    | Jive         | Bobby Darin – Splish Splash                                            | 8          | 8          | 8          | 24     |
| Simone Thomalla     | Evgeny Vinokurov   | Slowfox      | Steppenwolf – Born to Be Wild                                          | 7          | 7          | 6          | 20     |
| Diego Pooth         | Ekaterina Leonova  | Rumba        | All-4-One – I Swear                                                    | 7          | 7          | 5          | 19     |
| Fabian Hambüchen    | Anastasia Maruster | Paso Doble   | Santiago Lope Gonzalo – Gallito                                        | 8          | 8          | 7          | 23     |
| Selfiesandra        | Zsolt Sándor Cseke | Contemporary | Adele – All I Ask                                                      | 8          | 8          | 7          | 23     |
| Marc Eggers         | Renata Lusin       | Contemporary | Benson Boone – Beautiful Things                                        | 9          | 9          | 9          | 27     |

Die drei Letzten der Jurywertung blieben es auch nach der Zuschauerabstimmung. Von ihnen erhielt Paola Maria die wenigsten Anrufe.
| Promi                                           | Profitänzer                                     | Tanz             | Musik                                                             | Jurypunkte | Jurypunkte | Jurypunkte | Gesamt |
| Promi                                           | Profitänzer                                     | Tanz             | Musik                                                             | González   | Mabuse     | Llambi     | Gesamt |
| ----------------------------------------------- | ----------------------------------------------- | ---------------- | ----------------------------------------------------------------- | ---------- | ---------- | ---------- | ------ |
| Simone Thomalla                                 | Evgeny Vinokurov                                | Tango            | Danny Malando – Olé Guapa                                         | 8          | 8          | 5          | 21     |
| Fabian Hambüchen                                | Anastasia Maruster                              | Slowfox          | Bon Jovi – You Give Love a Bad Name                               | 10         | 10         | 9          | 29     |
| Jeanette Biedermann                             | Vadim Garbuzov                                  | Jive             | Meghan Trainor – Dear Future Husband                              | 7          | 7          | 3          | 17     |
| Marie Mouroum                                   | Alexandru Ionel                                 | Langsamer Walzer | Brenna Whitaker – My Heart Cries For You                          | 10         | 10         | 9          | 29     |
| Diego Pooth                                     | Ekaterina Leonova                               | Contemporary     | Harry Styles – Sign of the Times                                  | 8          | 8          | 7          | 23     |
| Christine Neubauer                              | Valentin Lusin                                  | Langsamer Walzer | Marlene Dietrich – Ich bin von Kopf bis Fuß auf Liebe eingestellt | 9          | 8          | 7          | 24     |
| Taliso Engel                                    | Patricija Ionel                                 | Contemporary     | Duncan Laurence – Arcade                                          | 10         | 10         | 9          | 29     |
| Selfiesandra                                    | Zsolt Sándor Cseke                              | Samba            | Shakira – Hips Don’t Lie                                          | 8          | 8          | 7          | 23     |
| Marc Eggers                                     | Renata Lusin                                    | Slowfox          | Paul Anka – The Way You Make Me Feel                              | 8          | 8          | 6          | 22     |
| Jury-Challenge                                  |                                                 |                  |                                                                   |            |            |            |        |
| Fabian Hambüchen, Diego Pooth, Simone Thomalla  | Fabian Hambüchen, Diego Pooth, Simone Thomalla  | Freestyle        | Medley: Let’s Get Loud Come Dance With Me Big Spender             |            |            |            | 7      |
| Christine Neubauer, Marie Mouroum, Taliso Engel | Christine Neubauer, Marie Mouroum, Taliso Engel | Freestyle        | Medley: Let’s Get Loud Come Dance With Me Big Spender             |            |            |            | 8      |
| Jeanette Biedermann, Marc Eggers, Selfiesandra  | Jeanette Biedermann, Marc Eggers, Selfiesandra  | Freestyle        | Medley: Let’s Get Loud Come Dance With Me Big Spender             |            |            |            | 9      |

Die erstmals ausgetragene Jury-Challenge sah für die drei Teams vor, zu einem vorgegebenen Medley mindestens drei Tanzstile zu zeigen und Choreographie und Kleidungswahl zu gestalten. Die Jury bewertete gemeinsam nach den drei Aufführungen, durfte allerdings eine Wertungsnote nur einmal vergeben. Marc Eggers musste mit Simone Thomalla und Jeanette Biedermann ins „Rote Licht“. Er war durch die Jury-Challenge auf Platz 6 im Juryranking vorgerückt und wurde dennoch von den beiden Letztplatzierten des Juryrankings mit den Zuschaueranrufen „abgefangen“. Mit durchschnittlichen 21,14 Punkten war er nach Charlotte Würdig (22,57 Punkte in Staffel 11 mit Valentin Lusin) der vom Jury-Dreigestirn bestwerteste Neuntplatzierte.
| Promi               | Profitänzer        | Tanz        | Musik Iconic Dance Staffel (Show) – Punkte | Jurypunkte | Jurypunkte | Jurypunkte | Gesamt |
| Promi               | Profitänzer        | Tanz        | Musik Iconic Dance Staffel (Show) – Punkte | González | Mabuse | Llambi | Gesamt |
| ------------------- | ------------------ | ----------- | --- | --- | --- | --- | --- |
| Christine Neubauer  | Valentin Lusin     | Paso Doble  | Queen – Bohemian Rhapsody Oliver Pocher & Christina Hänni 12(5) – 20 | 7 | 7 | 5 | 19 |
| Simone Thomalla     | Evgeny Vinokurov   | Rumba       | Sting – Fields of Gold Sophia Thomalla & Massimo Sinató 3(7) – 40 | 6 | 6 | 4 | 16 |
| Fabian Hambüchen    | Anastasia Maruster | Quickstepp  | Duke Ellington – It Don’t Mean a Thing (If It Ain’t Got That Swing) René Casselly & Kathrin Menzinger 15(3) – 29 | 10 | 10 | 10 | 30 |
| Jeanette Biedermann | Vadim Garbuzov     | Quickstepp  | The Puppini Sisters – Bei Mir Bistu Shein Maite Kelly & Christian Polanc 4(2) – 27 | 9 | 9 | 10 | 28 |
| Selfiesandra        | Zsolt Sándor Cseke | Charleston  | Nina Hagen – Du hast den Farbfilm vergessen Nicolas Puschmann & Vadim Garbuzov 14(5) – 29 | 10 | 10 | 10 | 30 |
| Marie Mouroum       | Alexandru Ionel    | Cha-Cha-Cha | Imany – Don’t Be So Shy Vanessa Mai & Christian Polanc 10(1) – 29 | 8 | 8 | 7 | 23 |
| Diego Pooth         | Ekaterina Leonova  | Charleston  | Cherry Poppin’ Daddies – The Ding-Dong Daddy of the D-Car Line Rúrik Gíslason & Renata Lusin 14(11) – 30 | 8 | 8 | 7 | 23 |
| Taliso Engel        | Patricija Ionel    | Tango       | Faithless – Insomnia Jimi Blue Ochsenknecht & Renata Lusin 11(4) – 28 | 8 | 8 | 7 | 23 |
| Discofox-Marathon   |                    |             | | | | | |
| alle Paare          | alle Paare         | Discofox    | Mickie Krause & Tim Toupet – Dann leg ich Schlager auf Joel Brandenstein & Vanessa Mai – Der Himmel reißt auf Andrea Berg – Simsalabim Michelle & Matthias Reim – Idiot Melissa Naschenweng – I steh auf Bergbauernbuam Julian Sommer & Mia Julia – Peter Pan Vincent Gross – Aperol Spritz Helene Fischer & Florian Silbereisen – Schau mal herein | 1 – Simone Thomalla & Evgeny Vinokurov 2 – Taliso Engel & Patricija Ionel 3 – Marie Mouroum & Alexandru Ionel 4 – Diego Pooth & Ekaterina Leonova 5 – Selfiesandra & Zsolt Sándor Cseke 6 – Christine Neubauer & Valentin Lusin 8 – Fabian Hambüchen & Anastasia Maruster 10 – Jeanette Biedermann & Vadim Garbuzov | 1 – Simone Thomalla & Evgeny Vinokurov 2 – Taliso Engel & Patricija Ionel 3 – Marie Mouroum & Alexandru Ionel 4 – Diego Pooth & Ekaterina Leonova 5 – Selfiesandra & Zsolt Sándor Cseke 6 – Christine Neubauer & Valentin Lusin 8 – Fabian Hambüchen & Anastasia Maruster 10 – Jeanette Biedermann & Vadim Garbuzov | 1 – Simone Thomalla & Evgeny Vinokurov 2 – Taliso Engel & Patricija Ionel 3 – Marie Mouroum & Alexandru Ionel 4 – Diego Pooth & Ekaterina Leonova 5 – Selfiesandra & Zsolt Sándor Cseke 6 – Christine Neubauer & Valentin Lusin 8 – Fabian Hambüchen & Anastasia Maruster 10 – Jeanette Biedermann & Vadim Garbuzov | 1 – Simone Thomalla & Evgeny Vinokurov 2 – Taliso Engel & Patricija Ionel 3 – Marie Mouroum & Alexandru Ionel 4 – Diego Pooth & Ekaterina Leonova 5 – Selfiesandra & Zsolt Sándor Cseke 6 – Christine Neubauer & Valentin Lusin 8 – Fabian Hambüchen & Anastasia Maruster 10 – Jeanette Biedermann & Vadim Garbuzov |

Nachdem Victoria Swarovski und Motsi Mabuse in der Show zuvor als Hauptakteurinnen im Eröffnungstanz auftraten, wagte sich mit Daniel Hartwich und Joachim Llambi ein weiteres Moderator/Juror-Duo auf das Parkett – zu einem Paartanz vor der finalen Verkündung. Mit der Vorgabe, „ikonische Tänze“ vergangener Staffeln nochmals aufzuführen (auch als Opening wiederholten die Profis dasjenige aus 2011), gelang es drei Paaren, die Originale punktemäßig zu übertreffen. Dabei gab es zum ersten Mal in dieser Staffel die 30 Punkte der Jury. Bis zur achten Sendung hatte man seit Staffel 8, als auf 14 Tanzpaare aufgestockt wurde, allerdings noch nie gewartet: In den Staffeln 8, 9, 10 und 14 begeisterten Tanzpaare alle Juroren bereits in der dritten Sendung, spätestes bislang in der sechsten Sendung (Staffeln 11, 12 und 17). Mit nur einem Jury-Rankingpunkt konnte Simone Thomalla durch die Anrufe zwei Punkte Abstand zu Christine Neubauer aufholen, so dass diese die Show verlassen musste. Zuvor rettete sich Marie Mouroum als Erste aus dem „Roten Licht“.
| Promi               | Profitänzer        | Tanz             | Musik                                                 | Jurypunkte | Jurypunkte | Jurypunkte | Gesamt |
| Promi               | Profitänzer        | Tanz             | Musik                                                 | González   | Mabuse     | Llambi     | Gesamt |
| ------------------- | ------------------ | ---------------- | ----------------------------------------------------- | ---------- | ---------- | ---------- | ------ |
| Fabian Hambüchen    | Christina Hänni    | Salsa            | Buena Vista Social Club – Candela                     | 7          | 8          | 4          | 19     |
| Jeanette Biedermann | Sergiu Maruster    | Rumba            | Kelly Rowland & Michael Bublé – How Deep Is Your Love | 7          | 7          | 4          | 18     |
| Diego Pooth         | Malika Dzumaev     | Samba            | David Bisbal – Lloraré las penas                      | 9          | 8          | 6          | 23     |
| Selfiesandra        | Evgeny Vinokurov   | Slowfox          | Dreamgirls – Love You I Do                            | 8          | 8          | 6          | 22     |
| Taliso Engel        | Kathrin Menzinger  | Samba            | Ed Sheeran – Shape of You                             | 8          | 7          | 5          | 20     |
| Christine Neubauer  | Massimo Sinató     | Samba            | Paul Anka – Eso Beso                                  | 8          | 7          | 6          | 21     |
| Marie Mouroum       | Renata Lusin       | Tango            | Gotan Project – Santa Maria                           | 10         | 10         | 7          | 27     |
| 0                   |                    |                  |                                                       |            |            |            |        |
| Jeanette Biedermann | Vadim Garbuzov     | Paso Doble       | Lady Gaga – Americano                                 | 10         | 9          | 8          | 27     |
| Fabian Hambüchen    | Anastasia Maruster | Tango            | Emilio Balcarce – La Bordona                          | 9          | 9          | 8          | 26     |
| Selfiesandra        | Zsolt Sándor Cseke | Paso Doble       | Federico García Lorca – Zorongo                       | 9          | 8          | 6          | 23     |
| Christine Neubauer  | Valentin Lusin     | Tango            | Lalo Schifrin – Nostalgias                            | 10         | 9          | 9          | 28     |
| Diego Pooth         | Ekaterina Leonova  | Langsamer Walzer | Ed Sheeran – Make It Rain                             | 10         | 10         | 9          | 29     |
| Marie Mouroum       | Alexandru Ionel    | Slowfox          | Jennifer Paige – Crush                                | 10         | 10         | 10         | 30     |
| Taliso Engel        | Patricija Ionel    | Wiener Walzer    | Justin Timberlake – Cry Me a River                    | 10         | 10         | 9          | 29     |

Nachdem bislang der Tanz mit dem Tauschpartner als einziger Tanz einer Show ohne Ausscheiden gezeigt wurde, fand er nun in einer Show mit zwei Tänzen – der zweite mit dem Originalpartner – statt. Tauschpartner für die verbliebenen sieben Prominenten waren die sieben bereits ausgeschiedenen Profis. Da es für vier Frauen nur drei Tänzer gab, bildete Marie Mouroum mit Renata Lusin ein weibliches Tanzpaar. Ein Knorpelschaden am Knie zwang Simone Thomalla zu Beginn des Trainings zur endgültigen Aufgabe, nachdem sie in den drei Tanzwochen zuvor bereits mit Kniebeschwerden zu kämpfen hatte. Für sie kehrte Christine Neubauer als zuletzt Ausgeschiedene zurück.
Die Tänze mit dem Tauschpartner wurden deutlich niedriger bewertet als die Tänze mit dem gewohnten Professionellen. In der Gesamtnote waren es durchschnittlich 6 Punkte Unterschied (21,4 zu 27,4)  bzw. in der Einzelnote 2 Punkte (7,1 zu 9,1).
Das Trio, das in der letzten Show mit zweimal 30 und einmal 28 Punkten an der Spitze der Wertungstabelle stand, fiel auf den gemeinsamen letzten Platz des Juryrankings und musste sich auch gemeinsam ins „Rote Licht“ begeben – darunter Fabian Hambüchen, der bislang als Einziger noch nie „zittern“ musste. Er und Selfiesandra gelangten in die nächste Runde, Jeanette Biedermann musste sich verabschieden.
| Promi              | Profitänzer        | Tanz        | Musik                                                                                             | Jurypunkte | Jurypunkte | Jurypunkte | Gesamt |
| Promi              | Profitänzer        | Tanz        | Musik                                                                                             | González   | Mabuse     | Llambi     | Gesamt |
| ------------------ | ------------------ | ----------- | ------------------------------------------------------------------------------------------------- | ---------- | ---------- | ---------- | ------ |
| Fabian Hambüchen   | Anastasia Maruster | Freestyle   | Woodkid – Run Boy Run Sting ft. Ray Chen – What Could Have Been Sam Tinnesz – Legends Are Made    | 10         | 10         | 10         | 30     |
| Christine Neubauer | Valentin Lusin     | Freestyle   | Andreas Gabalier – Amoi seg’ ma uns wieder                                                        | 8          | 8          | 8          | 24     |
| Selfiesandra       | Zsolt Sándor Cseke | Freestyle   | Whitney Houston – I Have Nothing                                                                  | 8          | 8          | 8          | 24     |
| Diego Pooth        | Ekaterina Leonova  | Freestyle   | Hans Zimmer – Interstellar Theme                                                                  | 10         | 10         | 10         | 30     |
| Marie Mouroum      | Alexandru Ionel    | Freestyle   | Lalo Schifrin – Mission Impossible Theme Hans Zimmer – Gun Barrel • Time Cynthia Erivo – I’m Here | 10         | 10         | 10         | 30     |
| Taliso Engel       | Patricija Ionel    | Freestyle   | Two Steps From Hell – Heart of Courage                                                            | 9          | 10         | 9          | 28     |
| Tanzduelle         |                    |             |                                                                                                   |            |            |            |        |
| Selfiesandra       | Zsolt Sándor Cseke | Bollywood   | Vishal & Shekhar – Desi Girl                                                                      | 10         | 9          | 8          | 27     |
| Christine Neubauer | Valentin Lusin     | Bollywood   | Vishal & Shekhar – Desi Girl                                                                      | 8          | 8          | 7          | 23     |
| Fabian Hambüchen   | Anastasia Maruster | Streetdance | Eminem – Houdini                                                                                  | 9          | 9          | 10         | 28     |
| Marie Mouroum      | Alexandru Ionel    | Streetdance | Eminem – Houdini                                                                                  | 10         | 10         | 10         | 30     |
| Diego Pooth        | Ekaterina Leonova  | Flamenco    | Gipsy Kings – Soy                                                                                 | 9          | 9          | 6          | 24     |
| Taliso Engel       | Patricija Ionel    | Flamenco    | Gipsy Kings – Soy                                                                                 | 9          | 9          | 7          | 25     |

Mit Diego Pooth erreichte der vierte Prominente eine 30-Punkte-Wertung, was seit Staffel 9 nur in Staffel 14 nicht der Fall war, als dies abschließend nur drei Prominente vorweisen konnten. In den Staffeln 15 und 17 gelang es auch einem fünften.
Die drei Letzten des Juryrankings mussten „zittern“, besonders Christine Neubauer als Wertungsschlusslicht, und die Schauspielerin auch die Show verlassen. Damit ziehen zum siebten Mal drei männliche und zwei weibliche Kandidaten ins Viertelfinale, acht Mal war es umgekehrt und drei Mal vier Kandidatinnen und ein Kandidat. Bislang waren im Viertelfinale die Frauen gegenüber den Männern  mit 50 zu 40 in der Überzahl, bei den Siegern mit 10 zu 7 jedoch die Männer.
| Promi            | Profitänzer                            | Tanz             | Musik                                                  | Jurypunkte | Jurypunkte | Jurypunkte | Gesamt |
| Promi            | Profitänzer                            | Tanz             | Musik                                                  | González   | Mabuse     | Llambi     | Gesamt |
| ---------------- | -------------------------------------- | ---------------- | ------------------------------------------------------ | ---------- | ---------- | ---------- | ------ |
| Taliso Engel     | Patricija Ionel                        | Charleston       | Paolo Nutini – Pencil Full of Lead                     | 8          | 8          | 6          | 22     |
| Marie Mouroum    | Alexandru Ionel                        | Rumba            | Sugar Babes – Too Lost in You                          | 9          | 8          | 8          | 25     |
| Diego Pooth      | Ekaterina Leonova                      | Slowfox          | Panic! at the Disco – High Hopes                       | 9          | 9          | 7          | 25     |
| Fabian Hambüchen | Anastasia Maruster                     | Wiener Walzer    | Frank Sinatra – The World We Knew (Over and Over)      | 10         | 9          | 8          | 27     |
| Selfiesandra     | Zsolt Sándor Cseke                     | Langsamer Walzer | Des'ree – Kissing You                                  | 8          | 8          | 6          | 22     |
| Trio-Dances      |                                        |                  |                                                        |            |            |            |        |
| Taliso Engel     | Patricija Ionel + Renata Lusin         | Salsa            | Marc Anthony – Vivir Mi Vida                           | 8          | 8          | 6          | 22     |
| Fabian Hambüchen | Anastasia Maruster + Sergiu Maruster   | Rumba            | Ana Belén & Antonio Banderas – No sé por qué te quiero | 9          | 9          | 9          | 27     |
| Marie Mouroum    | Alexandru Ionel + Evgeny Vinokurov     | Salsa            | Cubaneros – Lost on You                                | 9          | 9          | 9          | 27     |
| Selfiesandra     | Zsolt Sándor Cseke + Kathrin Menzinger | Jive             | Meghan Trainor – Title                                 | 9          | 8          | 7          | 24     |
| Diego Pooth      | Ekaterina Leonova + Massimo Sinató     | Jive             | Olly Murs – Dance with Me Tonight                      | 9          | 8          | 9          | 26     |

| Promi            | Jury- wertungs- punkte | Jury- ranking- punkte | Zuschauer- ranking- punkte | Ranking- punkte Gesamt | Platzierung |    |
| ---------------- | ---------------------- | --------------------- | -------------------------- | ---------------------- | ----------- | -- |
| Fabian Hambüchen | Jury- wertungs- punkte | 54                    | 5                          | 2                      | 7           | 2. |
| Marie Mouroum    | 52                     | 4                     | 1                          | 5                      | 5.          |    |
| Diego Pooth      | 51                     | 3                     | 4 oder 5                   | 7 oder 8               | 1.          |    |
| Selfiesandra     | 46                     | 2                     | 3                          | 5                      | 4.          |    |
| Taliso Engel     | 44                     | 1                     | 4 oder 5                   | 5 oder 6               | 3.          |    |

Seit 2019 (2020 ausgesetzt) gibt es in Show 10 den Trio-Dance als zweiten Tanz. Zum ersten Mal seit 2015, als die Show auf 14 Kandidaten erweitert wurde, fehlte im Viertelfinale eine 30-Punkte-Wertung. Völlig überraschend kam das Aus für die Favoritin Marie Mouroum, die mit Selfiesandra im „Roten Licht“ stand. Dies war nur möglich, indem sie als Zweite des Juryrankings die wenigsten Zuschaueranrufe bekam und Taliso Engel als Letzter des Juryrankings gleichzeitig einen der ersten beiden Plätze im Zuschauerranking erreichte. Diego Pooth lag in dieser Runde in der Gesamtwertung vorne.
| Promi                              | Profitänzer        | Tanz             | Musik                                                           | Jurypunkte | Jurypunkte | Jurypunkte | Gesamt |
| Promi                              | Profitänzer        | Tanz             | Musik                                                           | González   | Mabuse     | Llambi     | Gesamt |
| ---------------------------------- | ------------------ | ---------------- | --------------------------------------------------------------- | ---------- | ---------- | ---------- | ------ |
| Fabian Hambüchen                   | Anastasia Maruster | Cha-Cha-Cha      | Michael Bublé – Sway                                            | 8          | 8          | 9          | 25     |
| Fabian Hambüchen                   | Anastasia Maruster | Contemporary     | OneRepublic – Let's Hurt Tonight                                | 9          | 8          | 9          | 26     |
| Selfiesandra                       | Zsolt Sándor Cseke | Tango            | Indila – Derniére Danse                                         | 8          | 8          | 7          | 23     |
| Selfiesandra                       | Zsolt Sándor Cseke | Salsa            | Becky G – Mayores                                               | 9          | 9          | 7          | 25     |
| Diego Pooth                        | Ekaterina Leonova  | Salsa            | Bruno Mars – Finesse                                            | 8          | 8          | 8          | 24     |
| Diego Pooth                        | Ekaterina Leonova  | Tango            | Típica Messiez & Emiliaco Messiez ft. Manuel Querga – De Vidrio | 9          | 9          | 8          | 26     |
| Taliso Engel                       | Patricija Ionel    | Paso Doble       | Beethoven – Für Elise                                           | 8          | 8          | 7          | 23     |
| Taliso Engel                       | Patricija Ionel    | Langsamer Walzer | Barry Manilow – Are You Lonesome Tonight?                       | 9          | 10         | 7          | 26     |
| Impro Dance Even Noch More Extreme |                    |                  |                                                                 |            |            |            |        |
| Fabian Hambüchen                   | Anastasia Maruster | Jive             | Mando Diao – Dance with Somebody                                | 10         | 10         | 10         | 30     |
| Diego Pooth                        | Ekaterina Leonova  | Quickstepp       | Spin Doctors – Two Princes                                      | 10         | 10         | 10         | 30     |
| Selfiesandra                       | Zsolt Sándor Cseke | Rumba            | Foreigner – I Want to Know What Love Is                         | 9          | 9          | 8          | 26     |
| Taliso Engel                       | Patricija Ionel    | Wiener Walzer    | Sam Brown – Stop                                                | 9          | 9          | 9          | 27     |

Im Halbfinale verlor Selfiesandra das „Zitterduell“ gegen Taliso Engel und ermöglichte damit zum ersten Mal bei Let’s Dance ein Finale mit drei männlichen Prominenten, nachdem die Frauen bereits in den Staffeln 3, 5 und 9 unter sich waren. (Daneben waren sechsmal die Männer in der Mehrheit, viermal die Frauen, die „Zweierfinals“ in den Staffeln 1, 4, 6 und 7 waren paritätisch besetzt.) Ein neues Ereignis war auch die gleich zweimalige Vergabe von 30 Punkten in den Improvisationstänzen. Bislang erreichten darin nur drei Prominente die Höchstwertung: Victoria Swarovski (in Staffel 9 mit Erich Klann), Luca Hänni (in Staffel 13 mit Christina Hänni) und Gabriel Kelly (im vergangenen Jahr mit Malika Dzumaev).
| Promi            | Profitänzer        | Tanz Jurytanz Lieblingstanz Freestyle | Musik | Jurypunkte | Jurypunkte | Jurypunkte | Gesamt |
| Promi            | Profitänzer        | Tanz Jurytanz Lieblingstanz Freestyle | Musik | González   | Mabuse     | Llambi     | Gesamt |
| ---------------- | ------------------ | ------------------------------------- | --- | ---------- | ---------- | ---------- | ------ |
| Diego Pooth      | Ekaterina Leonova  | Cha-Cha-Cha                           | David Sanborn – Bang Bang                                                                                                | 10         | 10         | 10         | 30     |
| Diego Pooth      | Ekaterina Leonova  | Langsamer Walzer                      | Ed Sheeran – Make It Rain                                                                                                | 10         | 10         | 10         | 30     |
| Diego Pooth      | Ekaterina Leonova  | Freestyle                             | Medley zu Das Dschungelbuch mit Probier’s mal mit Gemütlichkeit • Trust in Me (The Python’s Song) • Ich wäre gern wie Du | 9          | 9          | 9          | 27     |
| Taliso Engel     | Patricija Ionel    | Tango                                 | Karl Jenkins – Palladio Allegretto                                                                                       | 10         | 10         | 9          | 29     |
| Taliso Engel     | Patricija Ionel    | Contemporary                          | Duncan Laurence – Arcade                                                                                                 | 10         | 10         | 10         | 30     |
| Taliso Engel     | Patricija Ionel    | Freestyle                             | Medley zu Titanic mit My Heart Will Go On • An Irish Party in Third Class                                                | 10         | 10         | 10         | 30     |
| Fabian Hambüchen | Anastasia Maruster | Paso Doble                            | Depeche Mode – Enjoy the Silence                                                                                         | 10         | 10         | 10         | 30     |
| Fabian Hambüchen | Anastasia Maruster | Tango                                 | Emilio Balcarce – La Bordona                                                                                             | 10         | 10         | 10         | 30     |
| Fabian Hambüchen | Anastasia Maruster | Freestyle                             | Medley zu Popeye mit I’m Popeye the Sailorman • Hey! Pachuco! • Crazy Little Thing Called Love                           | 10         | 10         | 10         | 30     |

| Promi            | Jury- wertungs- punkte | Jury- ranking- punkte | Zuschauer- ranking- punkte | Ranking- punkte Gesamt | Platzierung |
| ---------------- | ---------------------- | --------------------- | -------------------------- | ---------------------- | ----------- |
| Fabian Hambüchen | 90                     | 3                     | 1                          | 4                      | 3.          |
| Taliso Engel     | 89                     | 2                     | 2                          | 4                      | 2.          |
| Diego Pooth      | 87                     | 1                     | 3                          | 4                      | 1.          |

Nach den Jurytänzen gab es Tanzeinlagen der Profis aus der Let’s-Dance-Tour 2024 sowie mit den ausgeschiedenen Teilnehmern. Dabei begrüßte Daniel Hartwich Selfiesandra als neue Moderationskollegin (Make Love, Fake Love auf RTL+). Diego Pooths mit der Einladung zum Lieblingstanz verbundene Danksagung an Ekaterina Leonova brachte diese zu Tränen. Vor den Freestyletänzen wurden jeweils Ehefrau bzw. Freundin bzw. mit Verona Pooth die Mutter der Finalisten auf der Bühne interviewt und als Einspieler Wünsche von Freunden und Verwandten gezeigt. Im Freestyle wurden bekannte Filme unter Mitwirkung etlicher Profis vertanzt. Nach der Bekanntgabe des dritten Platzes von den von der Jury am höchsten bewerteten Fabian Hambüchen & Anastasia Maruster blickten Diego Pooth & Ekaterina Leonova auf Taliso Engel & Patricija Ionel, um die vermeintlichen Gewinner beim Jubeln zu beobachten. Die Bekanntgabe des eigenen Siegs – aufgrund der meisten Zuschaueranrufe – traf sie gänzlich unerwartet.
| Tanzpaar                                | Tanz      | Musik                        |
| --------------------------------------- | --------- | ---------------------------- |
| Katja Kalugina & Vadim Garbuzov         |           |                              |
| Anastasia Maruster & Zsolt Sándor Cseke |           |                              |
| Mariia Maksina & Evgeny Vinokurov       |           |                              |
| Christina Hänni & Sergiu Maruster       |           |                              |
| Kathrin Menzinger & Christian Polanc    |           |                              |
| Renata Lusin & Alexandru Ionel          |           |                              |
| Ekaterina Leonova & Valentin Lusin      |           |                              |
| Isabel Edvardsson & Paul Lorenz         |           |                              |
| Patricija Ionel & Mikael Tatarkin       | Freestyle | Garou – I Put a Spell on You |

## Tanztabelle
| Paar                                 | Kennenlern- show | Show 1           | Show 2           | Show 3           | Show 4      | Show 4       | Show 5       | Show 6           | Show 6         | Show 7      | Show 7            | Show 8          | Show 8           | Show 9        | Show 9      | Show 10          | Show 10     | Show 11     | Show 11          | Show 11       | Show 12     | Show 12          | Show 12       |
| Paar                                 | Kennenlern- show | Show 1           | Show 2           | Show 3           | Show 4      | Show 4       | Show 5       | Show 6           | Show 6         | Show 7      | Show 7            | Partner- tausch |                  | Magic-Moments | Tanzduell   |                  | Trio-Dances |             |                  | Impro Dance   | Jury-Tanz   | Lieblings- tanz  | Freestyle     |
| ------------------------------------ | ---------------- | ---------------- | ---------------- | ---------------- | ----------- | ------------ | ------------ | ---------------- | -------------- | ----------- | ----------------- | --------------- | ---------------- | ------------- | ----------- | ---------------- | ----------- | ----------- | ---------------- | ------------- | ----------- | ---------------- | ------------- |
| Diego & Ekaterina • Malika           | Tango            | Cha-Cha-Cha      | Wiener Walzer    | Paso Doble       | Quickstepp  | Dance-Battle | Rumba        | Contemporary     | Jury-Challenge | Charleston  | Discofox-Marathon | Samba           | Langsamer Walzer | Freestyle     | Flamenco    | Slowfox          | Jive        | Salsa       | Tango            | Quickstepp    | Cha-Cha-Cha | Langsamer Walzer | Freestyle     |
| Taliso & Patricija • Kathrin         | Langsamer Walzer | Quickstepp       | Rumba            | Cha-Cha-Cha      | Slowfox     | Dance-Battle | Jive         | Contemporary     | Jury-Challenge | Tango       | Discofox-Marathon | Samba           | Wiener Walzer    | Freestyle     | Flamenco    | Charleston       | Salsa       | Paso Doble  | Langsamer Walzer | Wiener Walzer | Tango       | Contemporary     | Freestyle     |
| Fabian & Anastasia • Christina       | Quickstepp       | Jive             | Samba            | Langsamer Walzer | Charleston  | Dance-Battle | Paso Doble   | Slowfox          | Jury-Challenge | Quickstepp  | Discofox-Marathon | Salsa           | Tango            | Freestyle     | Streetdance | Wiener Walzer    | Rumba       | Cha-Cha-Cha | Contemporary     | Jive          | Paso Doble  | Tango            | Freestyle     |
| Selfiesandra & Zsolt Sándor • Evgeny | Tango            | Cha-Cha-Cha      | Wiener Walzer    | Rumba            | Quickstepp  | Dance-Battle | Contemporary | Samba            | Jury-Challenge | Charleston  | Discofox-Marathon | Slowfox         | Paso Doble       | Freestyle     | Bollywood   | Langsamer Walzer | Jive        | Tango       | Salsa            | Rumba         |             |                  | Charleston    |
| Marie & Alexandru • Renata           | Tango            | Jive             | Paso Doble       | Wiener Walzer    | Samba       | Dance-Battle | Charleston   | Langsamer Walzer | Jury-Challenge | Cha-Cha-Cha | Discofox-Marathon | Tango           | Slowfox          | Freestyle     | Streetdance | Rumba            | Salsa       |             |                  |               |             |                  | Wiener Walzer |
| Christine & Valentin • Massimo       | Langsamer Walzer | Quickstepp       | Cha-Cha-Cha      | Charleston       | Rumba       | Dance-Battle | Contemporary | Langsamer Walzer | Jury-Challenge | Paso Doble  | Discofox-Marathon | Samba           | Tango            | Freestyle     | Bollywood   |                  |             |             |                  |               |             |                  | Charleston    |
| Jeanette & Vadim • Sergiu            | Quickstepp       | Cha-Cha-Cha      | Langsamer Walzer | Contemporary     | Charleston  | Dance-Battle | Tango        | Jive             | Jury-Challenge | Quickstepp  | Discofox-Marathon | Rumba           | Paso Doble       |               |             |                  |             |             |                  |               |             |                  | Paso Doble    |
| Simone & Evgeny                      | Cha-Cha-Cha      | Langsamer Walzer | Paso Doble       | Quickstepp       | Cha-Cha-Cha | Dance-Battle | Slowfox      | Tango            | Jury-Challenge | Rumba       | Discofox-Marathon |                 |                  |               |             |                  |             |             |                  |               |             |                  | Rumba         |
| Marc & Renata                        | Jive             | Tango            | Cha-Cha-Cha      | Wiener Walzer    | Charleston  | Dance-Battle | Contemporary | Slowfox          | Jury-Challenge |             |                   |                 |                  |               |             |                  |             |             |                  |               |             |                  | Contemporary  |
| Paola & Massimo                      | Cha-Cha-Cha      | Langsamer Walzer | Tango            | Jive             | Rumba       | Dance-Battle | Paso Doble   |                  |                |             |                   |                 |                  |               |             |                  |             |             |                  |               |             |                  | Rumba         |
| Ben & Malika                         | Jive             | Wiener Walzer    | Jive             | Tango            | Cha-Cha-Cha | Dance-Battle |              |                  |                |             |                   |                 |                  |               |             |                  |             |             |                  |               |             |                  | Jive          |
| Leyla & Sergiu                       | Cha-Cha-Cha      | Wiener Walzer    | Charleston       | Slowfox          |             |              |              |                  |                |             |                   |                 |                  |               |             |                  |             |             |                  |               |             |                  | Charleston    |
| Roland & Kathrin                     | Langsamer Walzer | Cha-Cha-Cha      | Tango            |                  |             |              |              |                  |                |             |                   |                 |                  |               |             |                  |             |             |                  |               |             |                  | Cha-Cha-Cha   |
| Osan & Christina                     | Jive             | Tango            |                  |                  |             |              |              |                  |                |             |                   |                 |                  |               |             |                  |             |             |                  |               |             |                  | Tango         |

Höchste Bewertung00Niedrigste Bewertung00Paar ist nicht angetreten00Paar ist ausgeschieden00Nichtbewerteter Tanz im Finale

## Höchste und niedrigste Bewertung

### Nach Tanz
| Tanz                   | Bester Promi                                                                               | Punktzahl | Schlechtester Promi                                                 | Punktzahl |
| ---------------------- | ------------------------------------------------------------------------------------------ | --------- | ------------------------------------------------------------------- | --------- |
| Bollywood              | Selfiesandra                                                                               | 27        | Christine Neubauer                                                  | 23        |
| Cha-Cha-Cha            | Diego Pooth                                                                                | 30        | Leyla Lahouar Paola Maria Simone Thomalla                           | 10        |
| Charleston             | Selfiesandra                                                                               | 30        | Leyla Lahouar                                                       | 15        |
| Contemporary           | Taliso Engel                                                                               | 30        | Diego Pooth Jeanette Biedermann Selfiesandra                        | 23        |
| Discofox               | Jeanette Biedermann                                                                        | 10 von 10 | Simone Thomalla                                                     | 1 von 10  |
| Flamenco               | Taliso Engel                                                                               | 25        | Diego Pooth                                                         | 24        |
| Freestyle              | Diego Pooth 2× Fabian Hambüchen Marie Mouroum Taliso Engel                                 | 30        | Christine Neubauer Selfiesandra                                     | 24        |
| Freestyle Dance Battle | Jeanette Biedermann Marc Eggers Fabian Hambüchen Marie Mouroum Paola Maria Simone Thomalla | 10 von 10 | Taliso Engel Christine Neubauer Diego Pooth Selfiesandra Ben Zucker | 8 von 10  |
| Jive                   | Fabian Hambüchen                                                                           | 30        | Ben Zucker                                                          | 8         |
| Jury-Challenge         | Jeanette Biedermann Marc Eggers Selfiesandra                                               | 9 von 10  | Fabian Hambüchen Diego Pooth Simone Thomalla                        | 7 von 10  |
| Langsamer Walzer       | Diego Pooth                                                                                | 30        | Roland Trettl Paola Maria                                           | 12        |
| Paso Doble             | Fabian Hambüchen                                                                           | 30        | Simone Thomalla                                                     | 13        |
| Quickstepp             | Diego Pooth Fabian Hambüchen                                                               | 30        | Simone Thomalla                                                     | 12        |
| Rumba                  | Fabian Hambüchen                                                                           | 27        | Taliso Engel                                                        | 9         |
| Salsa                  | Marie Mouroum                                                                              | 27        | Fabian Hambüchen                                                    | 19        |
| Samba                  | Diego Pooth Marie Mouroum Selfiesandra                                                     | 23        | Fabian Hambüchen Taliso Engel                                       | 20        |
| Slowfox                | Marie Mouroum                                                                              | 30        | Leyla Lahouar                                                       | 11        |
| Streetdance            | Marie Mouroum                                                                              | 30        | Fabian Hambüchen                                                    | 28        |
| Tango                  | Fabian Hambüchen                                                                           | 30        | Osan Yaran                                                          | 10        |
| Wiener Walzer          | Taliso Engel                                                                               | 29        | Ben Zucker                                                          | 9         |

### Nach Paar
| Tanzpaar                    | Höchstbewerteter Tanz                                   | Punktzahl | Niedrigstbewerteter Tanz | Punktzahl |
| --------------------------- | ------------------------------------------------------- | --------- | ------------------------ | --------- |
| Ben & Malika                | Cha-Cha-Cha                                             | 16        | Jive                     | 8         |
| Christine & Valentin        | Contemporary                                            | 29        | Langsamer Walzer         | 14        |
| Diego & Ekaterina           | Freestyle Impro Quickstepp Cha-Cha-Cha Langsamer Walzer | 30        | Tango                    | 14        |
| Fabian & Anastasia          | Quickstepp 2× Freestyle Impro Jive Paso Doble Tango     | 30        | Quickstepp               | 15        |
| Jeanette & Vadim            | Quickstepp                                              | 28        | Jive Quickstepp          | 17        |
| Leyla & Sergiu              | Charleston                                              | 15        | Cha-Cha-Cha              | 10        |
| Marc & Renata               | Contemporary                                            | 27        | Wiener Walzer            | 15        |
| Marie & Alexandru           | Slowfox Freestyle Streetdance                           | 30        | Jive                     | 16        |
| Osan & Christina            | Tango                                                   | 10        | Jive                     | 9         |
| Paola & Massimo             | Rumba Paso Doble                                        | 20        | Cha-Cha-Cha              | 10        |
| Roland & Kathrin            | Tango                                                   | 15        | Langsamer Walzer         | 12        |
| Selfiesandra & Zsolt Sándor | Charleston                                              | 30        | Tango                    | 13        |
| Simone & Evgeny             | Tango                                                   | 21        | Cha-Cha-Cha              | 10        |
| Taliso & Patricija          | Contemporary Freestyle                                  | 30        | Rumba                    | 9         |